# Bazanów Nowy (gromada)
Bazanów Nowy (w latach 70. Nowy Bazanów) – dawna gromada, czyli najmniejsza jednostka podziału terytorialnego Polskiej Rzeczypospolitej Ludowej w latach 1954–1972.
Gromady, z gromadzkimi radami narodowymi (GRN) jako organami władzy najniższego stopnia na wsi, funkcjonowały od reformy reorganizującej administrację wiejską przeprowadzonej jesienią 1954 do momentu ich zniesienia z dniem 1 stycznia 1973, tym samym wypierając organizację gminną w latach 1954–1972.
Gromadę Bazanów Nowy z siedzibą GRN w Bazanowie Nowym (w obecnym brzmieniu Nowy Bazanów) utworzono – jako jedną z 8759 gromad na obszarze Polski – w powiecie garwolińskim w woj. warszawskim, na mocy uchwały nr VI/10/2/54 WRN w Warszawie z dnia 5 października 1954. W skład jednostki weszły obszary dotychczasowych gromad Bazanów Nowy, Bazanów Stary, Brusów, Jakubówka i Ogonów oraz wieś Janisze z dotychczasowej gromady Chrustne ze zniesionej gminy Ryki oraz obszar dotychczasowej gromady Trzcianki (z wyłączeniem kolonii Wąwolnica) ze zniesionej gminy Ułęż w tymże powiecie. Dla gromady ustalono 22 członków gromadzkiej rady narodowej.
1 stycznia 1956 gromada weszła w skład nowo utworzonego powiatu ryckiego w tymże województwie.
W latach 70. używano nazwy gromada Nowy Bazanów.
Gromada przetrwała do końca 1972 roku, czyli do kolejnej reformy gminnej.